# Risby (Zweden)
Risby is een plaats in de gemeente Kungälv in het landschap Bohuslän en de provincie Västra Götalands län in Zweden. De plaats heeft 64 inwoners (2005) en een oppervlakte van 13 hectare.